# Cocina andina

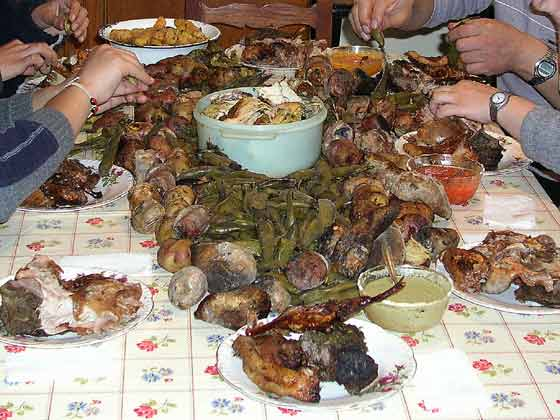
Pachamanca, un plato tradicional que consiste en comida preparada en una huatia.

La cocina andina o cocina incaica se originó en la época precolombina dentro de la  civilización Inca del siglo XIII al XVI. La civilización inca se extendía a través de muchas regiones, por lo que había una gran diversidad de plantas y animales utilizados para la alimentación, muchos de los cuales siguen siendo desconocidos fuera del Perú. Los alimentos básicos más importantes fueron varios tubérculos, raíces y granos. El maíz era de gran prestigio, pero no podía cultivarse tan extensamente como en el norte. Las fuentes más comunes de carne eran los cuyes y llamas, el pescado seco era común.

## Productos alimenticios

### Vegetales

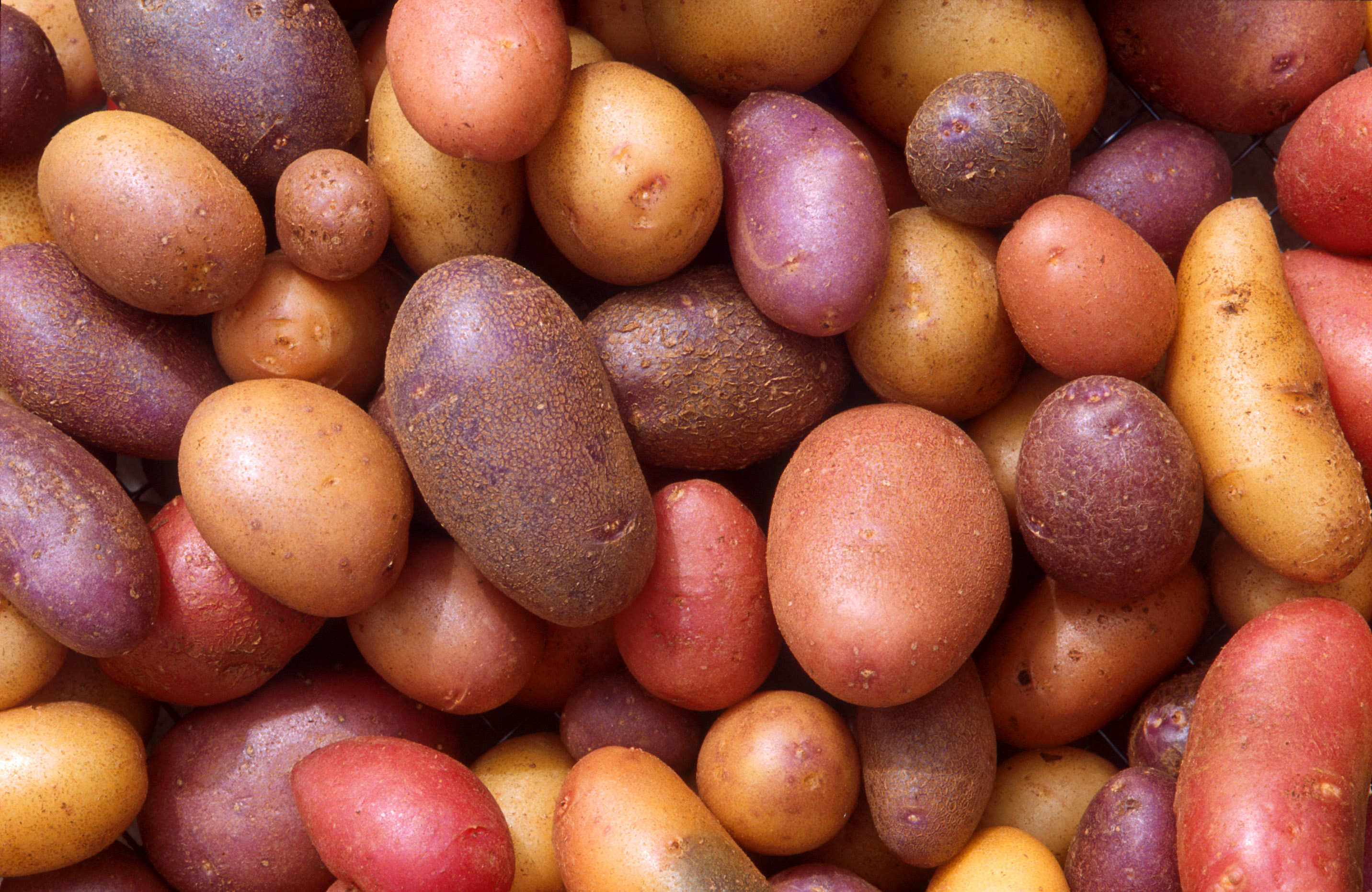
Los pueblos del área andina desarrollaron cientos de variedades de papas. La mayoría de ellas son todavía desconocidas fuera de su zona de origen.

El Imperio Inca abarcaba una gran extensión del oeste de Sudamérica, cuyos límites aproximados eran la región pastusa de Colombia al norte, el río Maule al sur, la selva amazónica, el Chaco y la Pampa al este y el océano Pacífico al oeste. Semejante extensión abarca una gran variedad de zonas climáticas, desde el clima gélido de los más altos páramos andinos hasta el clima desértico de buena parte del litoral pacífico, pasando por el clima tropical húmedo del piedemonte oriental (la yunga), el clima tropical seco del litoral pacífico más septentrional (Tumbes), y el clima templado de las medianías andinas. En Perú en particular,debido a esto mismo, las cadenas montañosas proporcionan tipos muy variados de zonas de cultivo a diferentes altitudes. Los alimentos básicos de los Incas incluían varias plantas con tubérculos comestibles y raíces como la papa y el camote, en cientos de variedades. Un poco más de 4,000 tipos son conocidos en Perú. También había oca, que venía en dos variedades, dulce y amarga. La variedad dulce se podía comer cruda o en conserva y se usaba como edulcorante antes de la llegada del azúcar. La raíz insípida, almidonada, olluco (en quechua: ulluqu) y arracacha, algo así como un cruce entre zanahoria y apio, como las papas, se usaban en guisos y sopas. Achira, una especie de Canna, era una raíz dulce y almidonada que se horneaba en hornos de tierra. Dado que tuvo que ser transportado hasta el centro de poder del Cuzco, se considera que se han comido alimentos como parte de una tradición. Aunque las raíces y los tubérculos proporcionaron los alimentos básicos del Inca, aún se los consideraba de menor rango que el maíz.
Varias especies de algas marinas formaban parte de la dieta Inca y se podían comer frescas o secas. Algunas algas de agua dulce y algas azules del género Nostoc se consumieron crudas o se procesaron para su almacenamiento. En la época poscolonial se ha utilizado para hacer un postre hirviéndolo en azúcar. El pepino, una fruta refrescante y que sacia la sed, fue comido por la gente común, pero despreciado por "gente mimada" y se consideró difícil de digerir.

### Carnes

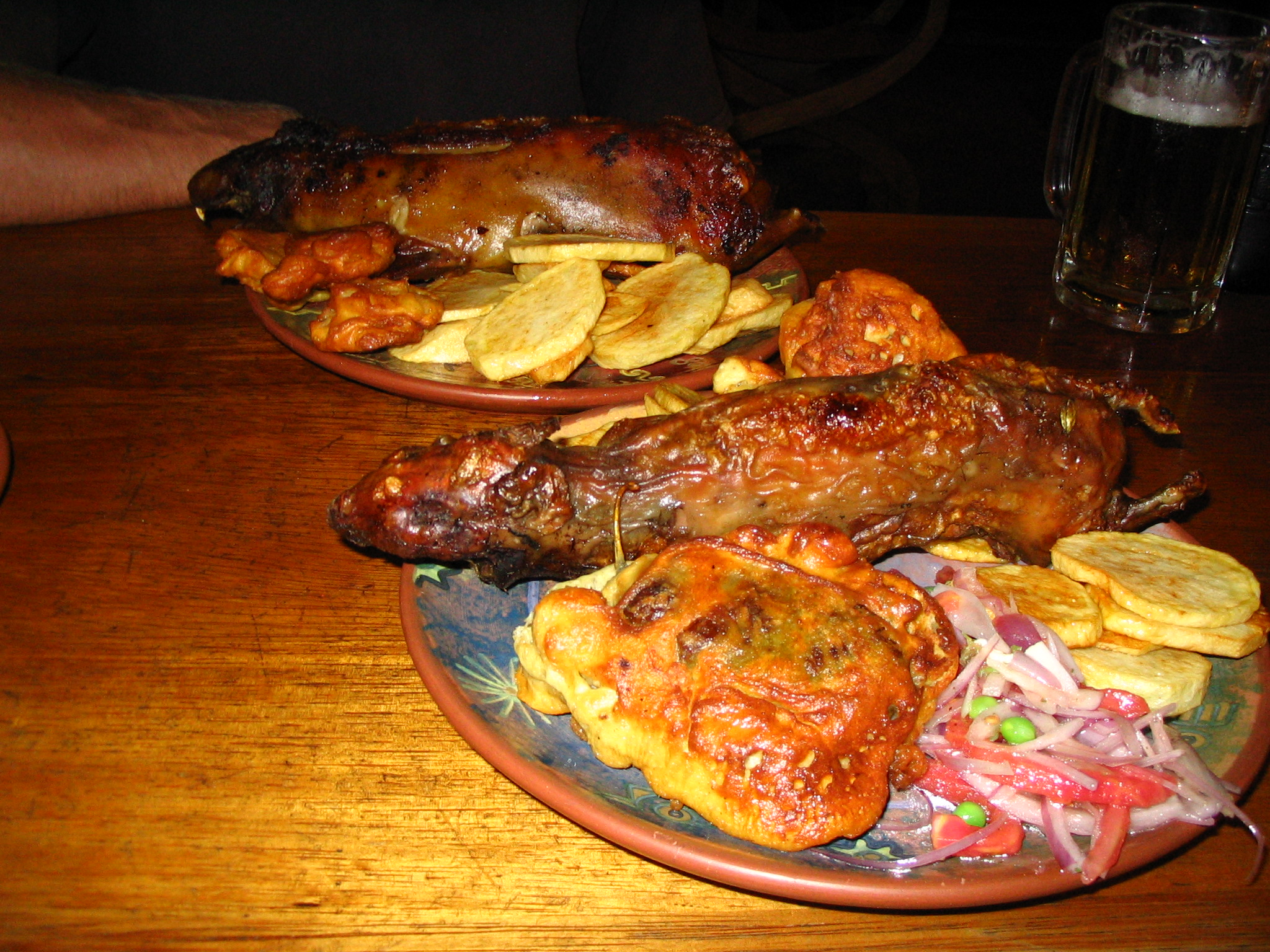
Dos platos peruanos modernos de carne de cuy.

Los pueblos del Altiplano tenían dos grandes animales domesticados: llamas y alpacas. Se guardaron para su lana y se usaron como animales de carga que a menudo se usaban en caravanas grandes. La llama en particular era muy apreciada, y una llama blanca adornada con tela roja y aretes de oro solía ir ante el gobernante inca como un símbolo real. Se creía que los animales representaban a varios dioses según el color que tuvieran y fueron sacrificados en gran número y la sangre se usó como una unción ritual. El control sobre los animales sagrados fue muy riguroso. Los pastores tenían que preservar hasta la última parte de cualquier animal que muriera y presentar un animal completo al Inca o arriesgarse a un castigo severo. Entre los productos alimenticios elaborados a partir de los camélidos peruanos se encontraba el charqui, tiras de carne liofilizada, origen del charki moderno. La carne de la gente común era el cuy (quechua central: haka, quechua sureño: quwi). Fueron domesticados en el 2000 aC y fueron fáciles de mantener y multiplicar rápidamente. Los cuyes a menudo se cocinaban al rellenarlos con piedras calientes. Las entrañas a menudo se usan como ingrediente en sopas junto con papas, o en salsa. También podrían ser utilizados para la adivinación, lo que más tarde los llevó a la desaprobación de la Iglesia Católica.
El juego de caza de los Incas, que incluía a los camélidos silvestres, la vicuña y el guanaco, el venado cola blanca, el ciervo huemul y la vizcacha, una especie de chinchilla que se cazaba con lazos. Los derechos de caza estaban controlados por el estado y cualquier carne iría a los almacenes estatales para su almacenamiento. En cacerías reales masivas, los equipos de cazadores obligarían a grandes manadas a encerrarse, y hay informes de varios miles de animales atrapados en una sola gran cacería, incluidos puma, oso, zorro y ciervo.
Uno de los pilares del ejército inca y la población en general era el pescado seco. Lapas, rayas, rayas, pequeños tiburones del género Mustelus, lisas y bonito se encontraban entre los peces capturados en la costa peruana. Se comieron otras criaturas marinas como aves marinas, pingüinos, leones marinos y delfines, así como varios crustáceos y quitones, mejillones, chanque (un animal parecido a un abulón). Al igual que otros pueblos estadounidenses, los incas comieron animales que a menudo fueron considerados bichos por muchos europeos, como ranas, orugas, escarabajos y hormigas. Las larvas de mosca de mayo se comían crudas o tostadas y molidas para hacer panes que luego podían almacenarse.

## Preparación alimentaria
Cocinar a menudo se hacía colocando piedras calientes en recipientes para cocinar y se usaba mucho la huatia, un tipo de horno de tierra y la paila, un cuenco de barro.
Los Incas a menudo pasaban por momentos de escasez de alimentos porque podían conservar y almacenar muchos de sus cultivos. Se estima que en cualquier momento dado en la historia de los incas, hubo alimentos por valor de tres a siete años en los almacenes estatales. En las altas elevaciones de los Andes, colocar patatas y tubérculos similares en los días secos y las noches frías los liofilizaría en cuestión de días. Los agricultores ayudarían en el proceso al cubrir los cultivos para protegerlos del rocío y al pisarlos para liberar el exceso de agua rápidamente. Además de frutas, verduras y raíces, el Inca también conservaba la carne secándola y salandola, lo que la convertía en un alimento completo. Estas técnicas de conservación de alimentos, combinadas con su sistema de carreteras de largo alcance, permitieron al Imperio Inca soportar las sequías y tener los medios para alimentar a un ejército permanente.